# Емма фон Ербах-Фюрстенау
Емма Луиза София Виктория Хенриета Аделхайд Шарлота фон Ербах-Фюрстенау (на немски: Emma Luise Sophie Victoria Henriette Adelheid Charlotte Gräfin zu Erbach-Fürstenau; * 11 юли 1811 в дворец Фюрстенау в Михелщат; † 1 декември 1889 в дворец Илзенбург в Харц) е графиня на Ербах-Фюрстенау и чрез женитба графиня на Щолберг и Вернигероде.
Тя е голямата дъщеря на политика и генрал граф Албрехт фон Ербах-Фюрстенау (1787 – 1851) и съпругата му принцеса София Емилия Луиза фон Хоенлое-Нойенщайн-Ингелфинген (1788 – 1859), дъщеря на княз Фридрих Лудвиг фон Хоенлое-Ингелфинген-Йоринген (1746 – 1818) и графиня Амалия Луиза Мариана фон Хойм цу Дройсиг (1763 – 1840).
Сестра ѝ Аделхайд Шарлота Виктория (1822 – 1881) се омъжва на 15 август 1843 г. за граф Бото фон Щолберг-Вернигероде (1805 – 1881), брат на нейния съпруг граф Херман фон Щолберг-Вернигероде.
Съпругът ѝ Херман умира на 39 години на 16 февруари 1841 г. от скръб за загубата на най-големия им син Албрехт (* 17 март 1836; † 23 септември 1841). Вторият им син Ото тогава е едва на четири години. Емма умира на 78 години на 1 декември 1889 г. в дворец Илзенбург.

## Фамилия
Емма фон Ербах-Фюрстенау се омъжва на 22 август 1831 г. в Михелщат за наследствен граф Херман фон Щолберг-Вернигероде (* 15 декември 1802 в дворец Вернигероде; † 16 февруари 1841 във Вернигероде). Те имат три деца:
- Албрехт (1836 – 1841)
- Елеонора (1835 – 1903), поетеса на песни, омъжена на 13 септември 1855 г. в Илзенбург за граф Хайнрих LXXIV Ройс-Кьостриц (1798 – 1886)
- Ото фон Щолберг-Вернигероде (1837 – 1896), княз от 22 октомври 1890 г. на Щолберг-Вернигероде, вице-канцлер при Ото фон Бисмарк, женен на 22 август 1863 г. в Щонсдорф за принцеса Анна Елизабет Ройс-Кьостриц (1837 – 1907)